# Великулубейли
Велигулубейли (азерб. Vəliqulubəyli) — село в административно-территориальном округе села Джахангирбейли Зангеланского района Азербайджана. Село расположено на берегу реки Араз (Аракс).

## История
В ходе Первой карабахской войны, в 1993 году село было занято армянскими вооружёнными силами, и до октября 2020 года находилось под контролем непризнанной НКР. 22 октября 2020 года, в ходе Второй карабахской войны, президент Азербайджана объявил об освобождении села Велигулубейли вооружёнными силами Азербайджана.